# Tillandsia butzii
Tillandsia butzii es una especie de planta epífita dentro del género  Tillandsia, de la  familia de las bromeliáceas.  

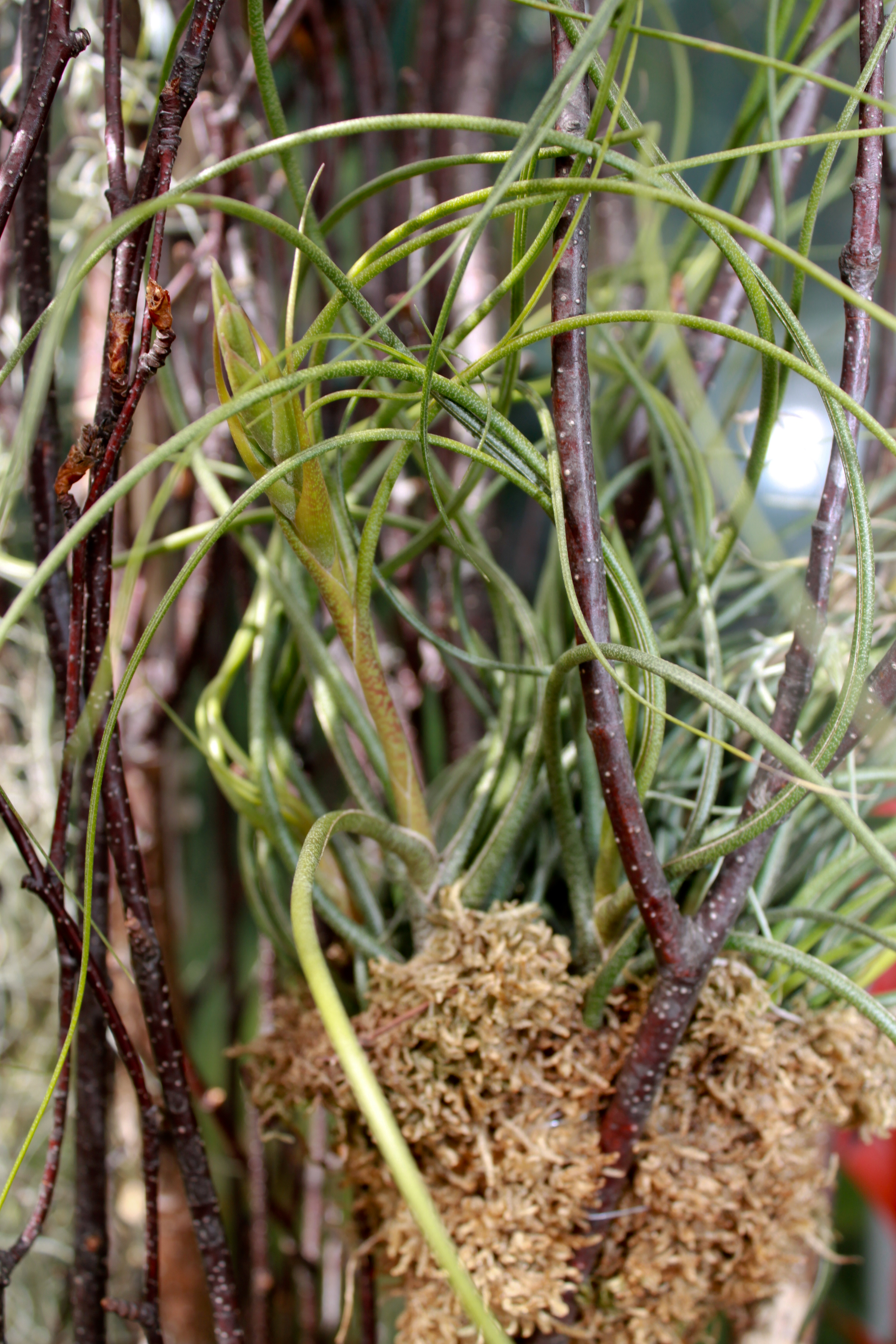
Vista de la planta

## Descripción
Son plantas acaulescentes, que alcanzan un tamaño de hasta 35 cm de alto. Hojas de 15–40 cm de largo; vainas 2–4 cm de ancho, café pálidas con manchas purpúreas o purpúreas con manchas pálidas, indumento  denso; láminas involuto-subuladas, 0.3–0.5 cm de ancho, con indumento. Escapo de 8–18 cm más allá del pseudobulbo, brácteas foliáceas con vainas abrazadoras más largas hasta casi tan largas como los entrenudos; inflorescencia simple o cortamente pinnada a subdigitado compuesta, erecta, brácteas primarias 2.1–4.2 (–10.4) cm de largo, generalmente más cortas que las espigas; espigas 3–10 cm de largo, con 4–7 flores, patentes a ascendentes o erectas, brácteas florales 2–2.5 cm de largo, más largas que los sépalos, imbricadas, erectas a divergentes, ecarinadas o a veces débilmente carinadas, nervadas, indumento pálido-lepidoto denso, adpreso, cartáceas, flores sésiles; sépalos 1–1.5 cm de largo, los 2 posteriores carinados y connados menos de la 1/2 de su longitud, libres del sépalo anterior; pétalos azules a violetas. Los frutos son cápsulas 2.5–3 cm de largo.

## Distribución y hábitat
Es una especie común, que se encuentra en las nebliselvas, bosques de pinos, zona norcentral; a una altitud de 800–1600 metros; fl ene–mar, fr la mayor parte del año; desde México a Panamá. Esta especie se diferencia fácilmente del resto de los taxones con rosetas bulbosas, por sus hojas con vainas maculadas.

## Cultivares
- Tillandsia 'Kacey'
- Tillandsia 'Kinkin'

## Taxonomía
Tillandsia butzii fue descrita por Carl Christian Mez y publicado en Das Pflanzenreich IV. 32(Heft 100): 636. 1935.
Etimología
Tillandsia: nombre genérico que fue nombrado por Carlos Linneo en 1738 en honor al médico y botánico finlandés Dr. Elias Tillandz (originalmente Tillander) (1640-1693).
butzii: epíteto
Sinonimia
- Platystachys inanis (Lindl. & Paxton) Beer
- Tillandsia butzii var. roseiflora Ehlers
- Tillandsia inanis Lindl. & Paxton
- Tillandsia variegata Schltdl.[2][3]